# Dreanovo, Haskovo
Dreanovo (în bulgară Дряново) este un sat în comuna Simeonovgrad, regiunea Haskovo,  Bulgaria. 

## Demografie
Componența etnică a satului Dreanovo
     Nicio identificare (2,43%)
     Bulgari (92,68%)
     Romi (4,87%)
     Turci (0%)
La recensământul din 2011, populația satului Dreanovo era de 164 locuitori. Din punct de vedere etnic, majoritatea locuitorilor (92,68%) erau bulgari, cu o minoritate de romi (4,87%). Pentru 2,43% din locuitori nu este cunoscută apartenența etnică.